# Florence (Oregon)
Florence è una città degli Stati Uniti, situata in Oregon, nella contea di Lane. Si affaccia sull'Oceano Pacifico.